# Trichosalpinx teaguei
Trichosalpinx teaguei är en orkidéart som beskrevs av Carlyle August Luer. Trichosalpinx teaguei ingår i släktet Trichosalpinx och familjen orkidéer. Inga underarter finns listade i Catalogue of Life.